# Mohamed Jawad (Afghan)
Pour les articles homonymes, voir Mohamed Jawad.
Mohamed Jawad, de nationalité afghane, est l'un des plus jeunes détenus de Guantánamo (n°900) avec Omar Khadr.  En juillet 2009, l'administration Obama décide qu'il sera le 2e détenu de Guantanamo à être jugé par une juridiction civile.

## Arrestation et accusations
Il a été arrêté par la police afghane vers l'âge de douze ans, puis accusé d'avoir jeté une grenade sur un véhicule contenant deux soldats des Special Forces et leur interprète afghan, et d'avoir été associé à un groupe lié à Ben Laden. 

## Torture, commission militaire et démission du procureur-colonel Vandeveld
Lors des auditions des commissions militaires, le juge colonel Stephen R. Henley avait écarté, en novembre 2008, plusieurs aveux de Jawad, affirmant qu'ils avaient été obtenus sous la torture et étaient donc irrecevables par le tribunal militaire. 
En septembre 2008, le procureur et lieutenant-colonel Darrel Vandeveld, chargé du procès Jawad (United States v. Mohamed Jawad (en)), avait été le quatrième procureur à démissionner d'une commission militaire (en) en affirmant que le dossier était plein de problèmes et que Jawad avait été maltraité, physiquement et psychologiquement. Vandeveld accusait notamment ses collègues d'avoir supprimé des preuves disculpant Jawad (en l'espèce, des aveux d'autres personnes concernant l'attaque en question) 
Jawad a été soumis en particulier à de la privation de sommeil, via le Frequent flyer program (en), dont l'existence non officielle a été confirmée par un témoin lors de son procès militaire.

## Déféré devant une juridiction de droit commun
Enfin, en juillet 2009, l'administration Obama ayant suspendu les procès des commissions militaires et renvoyé ceux-ci vers des tribunaux civils, l'avocat de Jawad, Jonathan Hafetz (en), membre de l'ACLU, déclara à la presse que le département de la Justice voulait utiliser les aveux écartés par le juge colonel Stephen Henley lors du procès devant le juge de district Ellen S. Huvelle (en) . 